# Glyptothorax honghensis
Glyptothorax honghensis es una especie de peces de la familia Sisoridae en el orden de los Siluriformes.

## Morfología
• Los machos pueden llegar alcanzar los 8,8 cm de longitud total.

## Distribución geográfica
Se encuentra al noreste de Laos, Vietnam y Yunnan (China ).